# Costa Rica op de Olympische Zomerspelen 2012

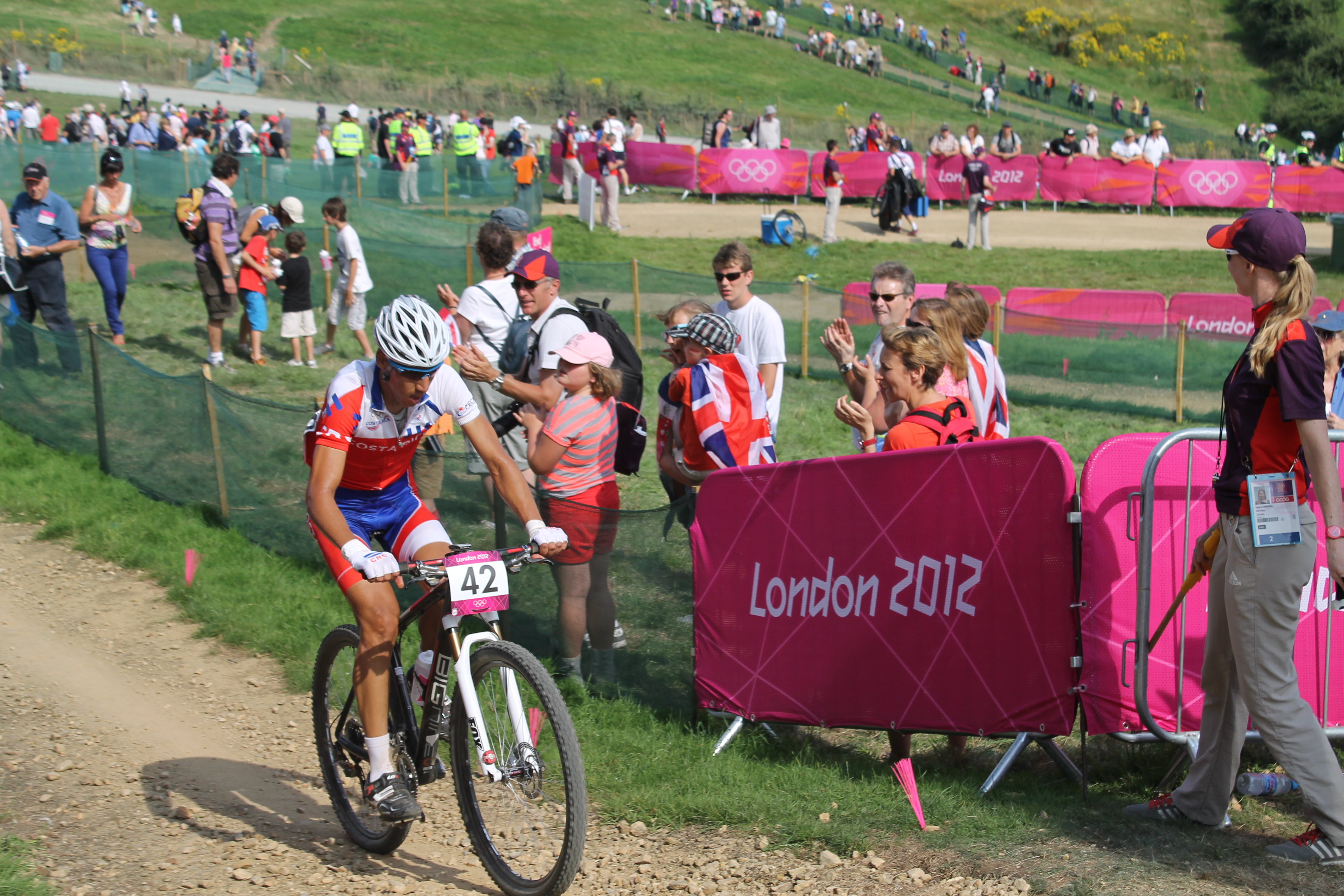
Paolo Montoya werd 36ste bij de discipline mountainbike voor mannen.

Costa Rica nam deel aan de Olympische Zomerspelen 2012 in Londen, Verenigd Koninkrijk.

## Deelnemers en resultaten
(m) = mannen, (v) = vrouwen 

### Atletiek
| Olympiër       | Onderdeel       | Resultaat | Prestatie             |
| -------------- | --------------- | --------- | --------------------- |
| Nery Brenes    | 400m (m)        | 25e       | serie 7: 4de in 45,65 |
| César Lizano   | marathon (m)    | 65e       | 2:24.16               |
|                |                 |           |                       |
| Sharolyn Scott | 400m horden (v) | 27e       | serie 4: 6de in 57,03 |
| Gabriela Traña | marathon (v)    | 91e       | 2:43.17               |

### Judo
| Olympiër             | Onderdeel | Resultaat | Prestatie                         |
| -------------------- | --------- | --------- | --------------------------------- |
| Osman Murillo Segura | -73kg (m) | 17e       | 1ste ronde: V van EGY Hafiz: yuko |

### Taekwondo
| Olympiër      | Onderdeel | Resultaat | Prestatie                           |
| ------------- | --------- | --------- | ----------------------------------- |
| Heiner Oviedo | -58kg (m) | 9e        | voorronde: V van RUS Denisenko: 2-5 |

### Triatlon
| Olympiër        | Onderdeel | Resultaat | Prestatie |
| --------------- | --------- | --------- | --------- |
| Leonardo Chacón | mannen    | 48e       | 1:52.39   |

### Wielersport
| Olympiër      | Onderdeel   | Resultaat   | Prestatie   |
| Mountanbike   | Mountanbike | Mountanbike | Mountanbike |
| ------------- | ----------- | ----------- | ----------- |
| Paolo Montoya | mannen      | 36e         | 1:41.19     |
| Weg           |             |             |             |
| Andrey Amador | mannen      | 35e         | 5:46.37     |

### Zwemmen
| Olympiër      | Onderdeel           | Resultaat | Prestatie               |
| ------------- | ------------------- | --------- | ----------------------- |
| Mario Montoya | 200m vrije slag (m) | 33e       | serie 2: 3de in 1.51,66 |
|               |                     |           |                         |
| Marie Meza    | 100m vinderslag (m) | 42e       | serie 1: 3de in 1.07,01 |

Afghanistan · Albanië · Algerije · Amerikaanse Maagdeneilanden · Amerikaans-Samoa · Andorra · Angola · Antigua en Barbuda · Argentinië · Armenië · Aruba · Australië · Azerbeidzjan · Bahama's · Bahrein · Bangladesh · Barbados · België · Belize · Benin · Bermuda · Bhutan · Bolivia · Bosnië en Herzegovina · Botswana · Brazilië · Britse Maagdeneilanden · Brunei · Bulgarije · Burkina Faso · Burundi · Cambodja · Canada · Centraal-Afrikaanse Republiek · Chili · China · Chinees Taipei · Colombia · Comoren · Congo-Brazzaville · Congo-Kinshasa · Cookeilanden · Costa Rica · Cuba · Cyprus · Denemarken · Djibouti · Dominica · Dominicaanse Republiek · Duitsland · Ecuador · Egypte · El Salvador · Equatoriaal-Guinea · Eritrea · Estland · Ethiopië · Fiji · Filipijnen · Finland · Frankrijk · Gabon · Gambia · Georgië · Ghana · Grenada · Griekenland · Groot-Brittannië · Guam · Guatemala · Guinee · Guinee‑Bissau · Guyana · Haïti · Honduras · Hongarije · Hongkong · Ierland · IJsland · India · Indonesië · Irak · Iran · Israël · Italië · Ivoorkust · Jamaica · Japan · Jemen · Jordanië · Kaaimaneilanden · Kaapverdië · Kameroen · Kazachstan · Kenia · Kirgizië · Kiribati · Koeweit · Kroatië · Laos · Lesotho · Letland · Libanon · Liberia · Libië · Liechtenstein · Litouwen · Luxemburg · Macedonië · Madagaskar · Malawi · Maldiven · Maleisië · Mali · Malta · Marshalleilanden · Marokko · Mauritanië · Mauritius · Mexico · Micronesië · Moldavië · Monaco · Mongolië · Montenegro · Mozambique · Myanmar · Namibië · Nauru · Nederland · Nepal · Nicaragua · Nieuw-Zeeland · Niger · Nigeria · Noord-Korea · Noorwegen · Oeganda · Oekraïne · Oezbekistan · Oman · Oostenrijk · Oost-Timor · Pakistan · Palau · Palestina · Panama · Papoea-Nieuw-Guinea · Paraguay · Peru · Polen · Portugal · Puerto Rico · Qatar · Roemenië · Rusland · Rwanda · Saint Kitts en Nevis · Saint Lucia · Saint Vincent en Grenadines · Salomonseilanden · Samoa · San Marino · Sao Tomé en Principe · Saoedi-Arabië · Senegal · Servië · Seychellen · Sierra Leone · Singapore · Slovenië · Slowakije · Soedan · Somalië · Spanje · Sri Lanka · Suriname · Swaziland · Syrië · Tadzjikistan · Tanzania · Thailand · Togo · Tonga · Trinidad en Tobago · Tsjaad · Tsjechië · Tunesië · Turkije · Turkmenistan · Tuvalu · Uruguay · Vanuatu · Venezuela · Verenigde Arabische Emiraten · Verenigde Staten · Vietnam · Wit-Rusland · Zambia · Zimbabwe · Zuid-Afrika · Zuid-Korea · Zweden · Zwitserland · Onafhankelijke atleten